# Comté de Charlotte (Virginie)
Pour les articles homonymes, voir Comté de Charlotte.
Le comté de Charlotte est un comté rural de Virginie, aux États-Unis.
Son siège est Charlotte Court House. Selon le recensement de 2010, la population du comté était 12 586 habitants pour une superficie de 1 238 km2.
Il a été formé en 1764 par distraction d'une partie du comté de Lunenburg, et nommé pour en l'honneur de la reine Charlotte, épouse du roi George III.

## Géolocalisation
| Comté d'Appomattox |                    | Comté du Prince-Édouard |
| Comté de Campbell  | Comté de Charlotte | Comté de Lunenburg      |
| Comté de Halifax   |                    | Comté de Mecklenburg    |